# Ergasilus orientalis
Ergasilus orientalis är en kräftdjursart. Ergasilus orientalis ingår i släktet Ergasilus och familjen Ergasilidae. Inga underarter finns listade i Catalogue of Life.